# 93 (Телема)
Число 93 має велику важливість у Телемі, яка є релігійним напрямом філософії, створеним англійським письменником і окультистом Алістером Кроулі в 1904 році з написанням Книги Закону (Liber AL vel Legis). 
Центральна філософія Телеми відображається в оцих двох реченнях, узятих із Книги Закону: “Do what thou wilt shall be the whole of the Law” («„Твори́, єже зволиш“ та буде цілим усього Закону») і “Love is the law, love under will” («Любов єсть закон, любов в одповідності з волею»). Два основних терміна в цих реченнях — «любов» і «воля». У грецькій мові це θελημα (воля) й αγαπη (любов). Користуючися технікою гематрії, яка полягає у підрахунку числового значення літер, числове значення обох цих грецьких слів підсумовується числом 93.
- ΘΕΛΗΜΑ
  - θ (Тета) — 9
  - ε (Епсилон) — 5
  - λ (Лямбда) — 30
  - η (Ета) — 8
  - μ (Мю) — 40
  - α (Альфа) — 1
  - = 93

- ΑΓΑΠΗ
  - α (Альфа) — 1
  - γ (Гамма) — 3
  - α (Альфа) — 1
  - π (Пі) — 80
  - η (Ета) — 8
  - = 93

## Як вітання
Існує звичай серед телемитів, тобто послідовників Телеми, вітатися в усній і письмовій формі словами «дев'яносто три». Цей звичай походить від засновника Телеми Алістера Кроулі, який затверджував, що телемитам слід вітати одне одного законом Телеми, кажучи: «„Твори́, єже зволиш,“ та буде цілим усього Закону.» Однак, оскільки вимовляння цілого речення в таких випадках може бути занадто громіздким, користання виразом «93» стало свого роду стенографією.
У неофіційних письмових листуваннях, пишеться на чолі листа або повідомлення «93», а в кінці ж — «93 93/93». В таких випадках початкове «93» означає «„Твори́, єже зволиш,“ та буде цілим усього Закону», а «93 93/93» означає «Любов єсть закон, любов в одповідності з волею.» Кроулі часто й сам користувався цією формулою в своїх власних листах.
Щодо цього питання він писав отак:
Мене часто запитують, чому я починаю свої листи саме таким чином. Незалежно від того, чи пишу я своїй дамі чи своєму м'яснику, завжди я починаю свої листи з оцих одинадцяти слів[: Do what thou wilt shall be the whole of the Law.] А як інакше ж мені починати? Яке інше вітання може бути таким радісним? Дивися, брате, ми вільні! Тішся зо мною, сестро, немає закону понад „Твори́, єже зволиш“!